# Cicle de Rankine
El cicle de Rankine és un cicle termodinàmic que transforma calor en treball mecànic. La calor es transfereix externament a un cicle tancat, que normalment utilitza aigua com a fluid de treball per a la transformació energètica. Aquest treball mecànic habitualment s'aprofita per fer girar un generador elèctric que produeix l'energia elèctrica. Els dos processos d'escalfament més utilitzats són la fissió nuclear i la combustió de combustibles fòssils com ara carbó, gas natural o gasoil.
Mitjançant aquest cicle es genera entorn d'un 90% de l'energia elèctrica utilitzada a tot el món, incloent totes les centrals d'energia solar tèrmica, biomassa, carbó i energia nuclear. Pren el nom de William John Macquorn Rankine, professor escocès de la Universitat de Glasgow. El cicle Rankine és el cicle termodinàmic fonamental de la màquina de vapor.

## Els quatre processos del cicle Rankine
En el cicle de Rankine el fluid circula en un circuit tancat, on experimenta un seguit de modificacions termodinàmiques fins a tornar a l'estat inicial, és per això que hom parla de "cicle". En un cicle de real de generació (cicle 'Rankine el nom utilitzat només per al cicle ideal), la compressió de la bomba i l'expansió a la turbina no són isentròpics. És a dir, aquests processos no són reversibles i l'entropia s'incrementa durant els dos processos. Això augmenta la potència requerida per la bomba i disminueix la potència generada per la turbina.

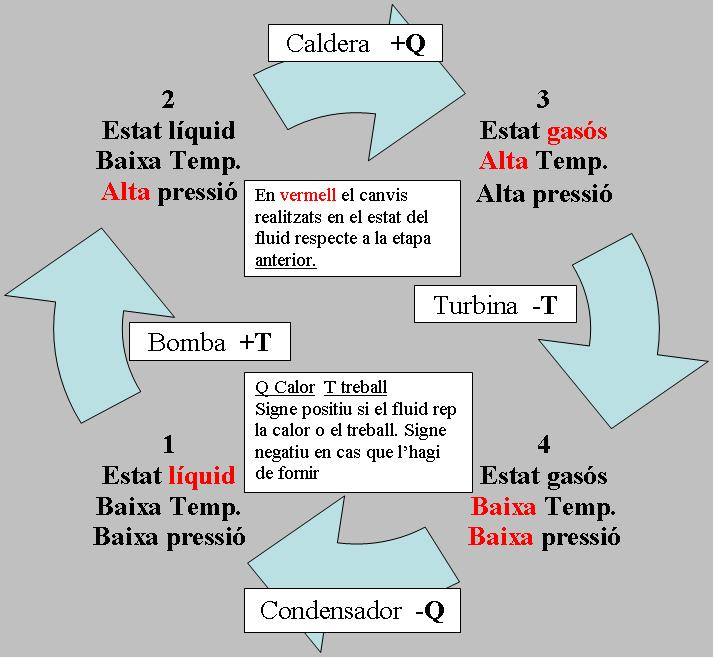
Cicle de Rankine

- Etapa 1-2 : Es bomba el fluid per tal d'augmentar la pressió en què es troba en l'estat 1 a l'alta pressió de l'estat 2. Aquest procés es realitza generalment amb una bomba centrífuga. Encara que la intenció d'aquest procés sigui només d'augmentar la pressió del fluid també la seva temperatura augmenta un xic.

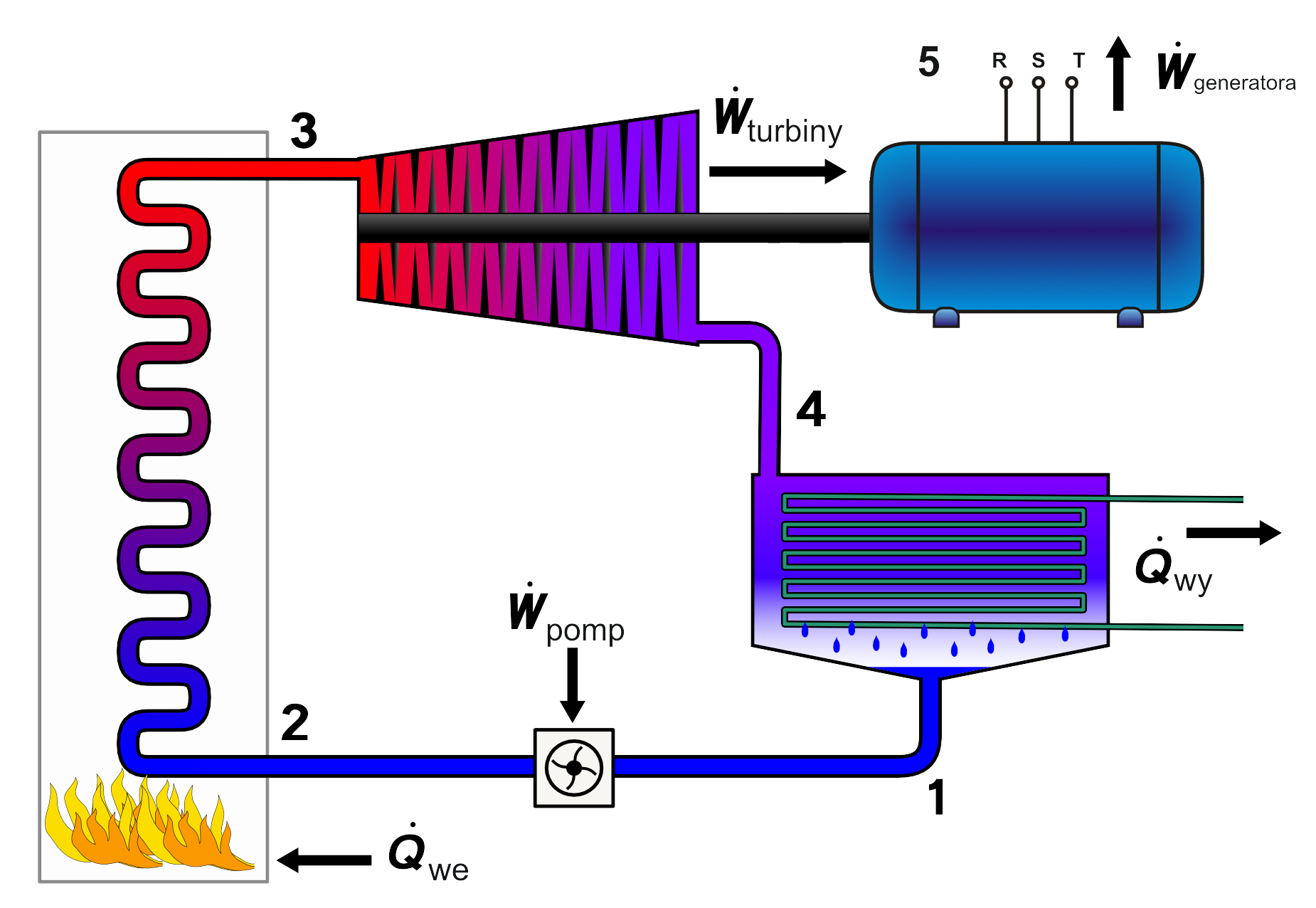
Esquema bàsic d'un cicle de Rankine

- Etapa 2-3 : Consisteix a escalfar per tal d'augmentar la temperatura del fluid fins a la temperatura d'ebullició i bullir-lo. Aquest procés es realitza sense canvi de pressió.

Amb el vapor a alta temperatura i pressió ja es donen les condicions necessàries per crear treball a partir del vapor. Tanmateix en un cicle de Rankine real (no ideal) caldrà escalfar el vapor per sobre del punt d'ebullició (sobreescalfament), ja que en el punt 3b hi ha equilibri entre la fase líquida i el vapor (vapor saturat), i refredant el vapor a partir d'aquest punt es formarien gotes d'aigua que malmetrien els àleps de la turbina.
- Etapa 3-4 : El vapor s'expandeix en una turbina de vapor, aquesta expansió fa girar la turbina que així produeix un treball mecànic. Durant l'expansió la pressió i la temperatura del vapor es redueixen a les de l'inici del cicle. En aquest moment però, el fluid encara està en estat gasós.
- Etapa 4-1 : El vapor provinent de la turbina es condensa en un condensador retornant a l'estat líquid inicial. Aquesta transformació es realitza a pressió i temperatura constants, cedint la calor de condensació a una font freda.

En termodinàmica se sol estudiar aquest cicle amb el diagrama T-S (Temperatura - Entropia)

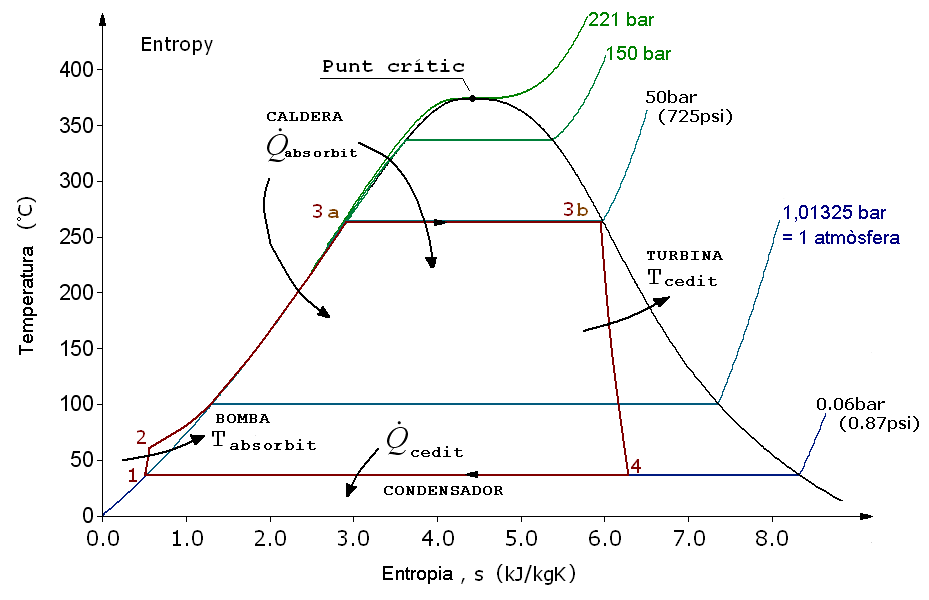
Diagrama Temperatura-Entropia d'un cicle de Rankine

Les pressions i temperatures de treball mostrades en aquest diagrama són a títol d'exemple i poden ser diferents en la pràctica.
- Etapa 1-2: per raons de claredat la línia corresponent a aquesta etapa ha estat exagerada. En tot cas abans d'entrar a la bomba, l'aigua d'alimentació s'ha d'escalfar per tal de desairejar-la del O2, CO₂ diluïts i que poden causar danys importants a les instal·lacions.
- Etapa 2-3: aquesta etapa es pot subdividir en dues etapes: 2-3a i 3a-3b.
  - 2-3a correspon a l'escalfament del líquid fins a la seva temperatura d'ebullició.
  - 3a-3b correspon a l'ebullició. A la pressió de 50b la temperatura d'ebullició està clarament per sobre els 250 °C, mentre l'aigua bull l'entropia del líquid incrementa però la temperatura roman constant.